# Regiões da Suécia

As "Regiões" da Suécia

As regiões político-administrativas da Suécia - vulgarmente conhecidas como regiões (em sueco:  region, pl. regioner) - são 21 autoridades políticas e administrativas a um nível intermédio entre o estado (staten) e os municípios (kommun), existentes em cada um dos 21 condados do país (län). 

As regiões – com funções político-administrativas – têm as suas raízes na reforma comunal de 1862 que consignava 3 níveis de responsabilidades – estado-região-comuna. O nível regional foi consubstanciado na criação das ”landsting”. A partir de 1999 e até 2019, estas landsting foram sucessivamente substituídads pelas "regiões". Em 2020, foi abolida designação landsting. 

## As Regiões no contexto da União Europeia
No âmbito da União Europeia, as regiões político-administrativas da Suécia exercem as suas funções nos territórios consignados aos respetivos condados, os quais são unidades estatísticas do tipo Nuts 3, à semelhança das Comunidades Intermunicipais portuguesas.

## Responsabilidades das Regiões
As regiões têm uma responsabilidade global no campo dos cuidados de saúde, transportes públicos e estímulo ao desenvolvimento regional.                                                                                                  Entre as suas tarefas obrigatórias estão:

- Cuidados de saúde
- Cuidados dentários para crianças e jovens até aos 23 anos
- Responsabilidades em matéria de desenvolvimento regional
- Transportes públicos regionais e locais

E entre as sua tarefas voluntárias estão:     
- Cultura
- Educação
- Turismo

## Organização das Regiões
Estas unidades políticas regionais são dirigidas por uma assembleia regional (regionfullmäktige) – eleita de 4 em 4 anos - a qual nomeia um governo regional (regionsstyrelse), e várias comissões regionais.                                                                                                                            As diferentes áreas de atividade estão organizadas em comissões e empresas, todas dirigidas por direções políticas.                                                                                O ”presidente regional” (regionråd) é responsável pela coordenação das atividades da região, sendo estas executadas por um corpo de funcionários.

## As Regiões (region) e os Conselhos Administrativos Regionais (länsstyrelse)
Dentro de cada condados (län), as ”regiões político-administrativas” (region) coexistem com os "conselhos administrativos regionais" (länsstyrelse).                                                                                                       
Enquanto que as regiões são órgãos políticos eleitos pelos cidadãos e responsáveis pela saúde, transportes, cultura, etc…, os conselhos administrativos regionais são órgãos administrativos – nomeados pelo estado e responsáveis localmente pelo emprego, justiça, etc...

## As 21 Regiões da Suécia
Existem 21 regiões político-administrativas na Suécia.

- Região Blekinge (sigla K)
- Região Dalarna (sigla W)
- Região Escânia (sigla M)
- Região Estocolmo (sigla AB)
- Região Gotlândia (sigla I)
- Região Gävleborg (sigla X)
- Região Halland (sigla N)
- Região Jämtland Härjedalen (sigla Z)
- Região Jönköping (sigla F)
- Região Kalmar (sigla H)
- Região Kronoberg (sigla G)
- Região Norrbotten (sigla BD)
- Região Sörmland (sigla D)
- Região Uppsala (sigla C)
- Região Värmland (sigla S)
- Região Västerbotten (sigla AC)
- Região Västernorrland (sigla Y)
- Região Västmanland (sigla U)
- Região Västra Götaland (sigla O)
- Região Örebro län (sigla T)
- Região Östergötland (sigla E)

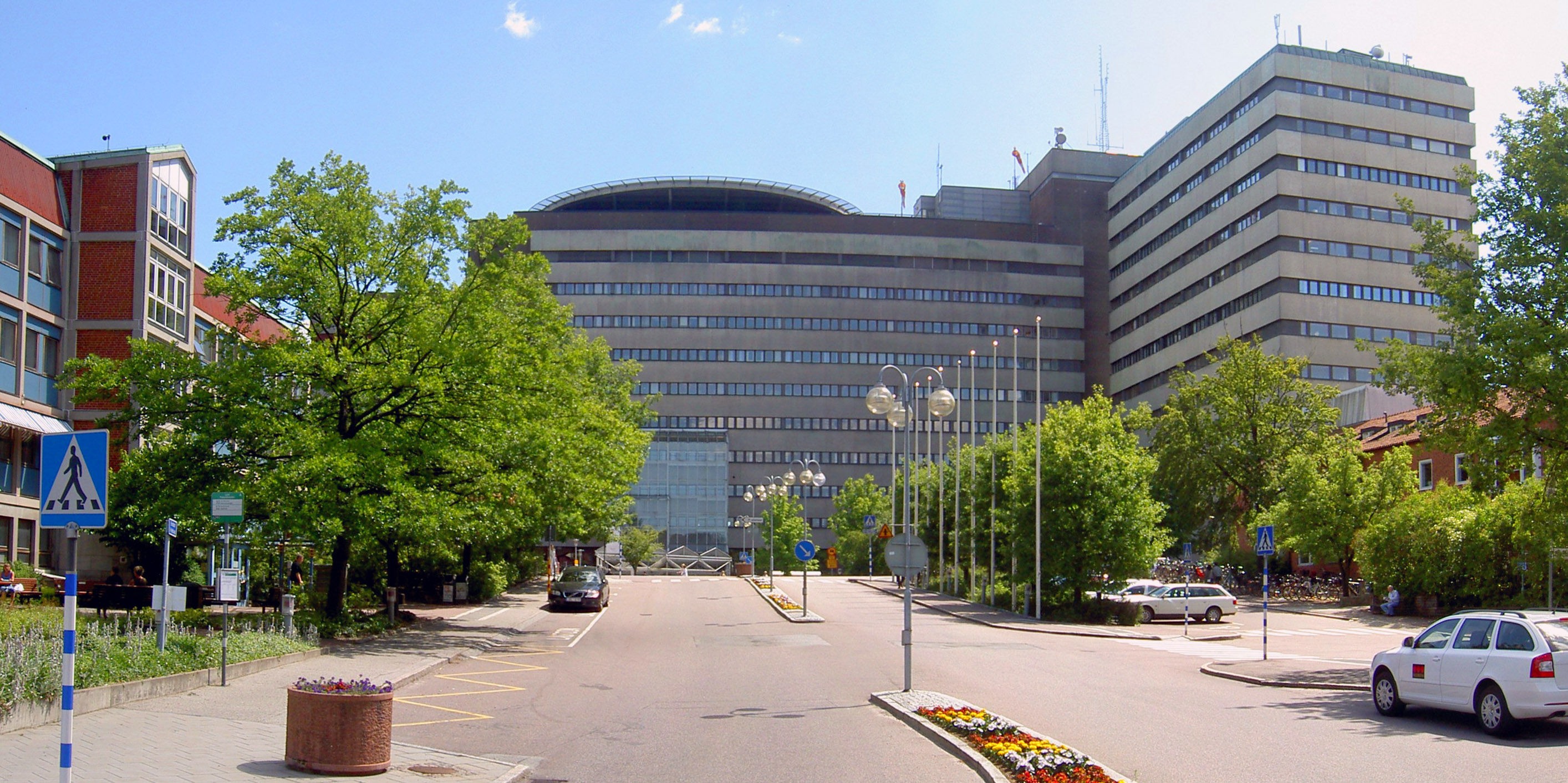
O antigo Hospital Universitário de Lund, hoje em dia fazendo parte do Hospital Universitário da Escânia, gerido pel Região Escânia
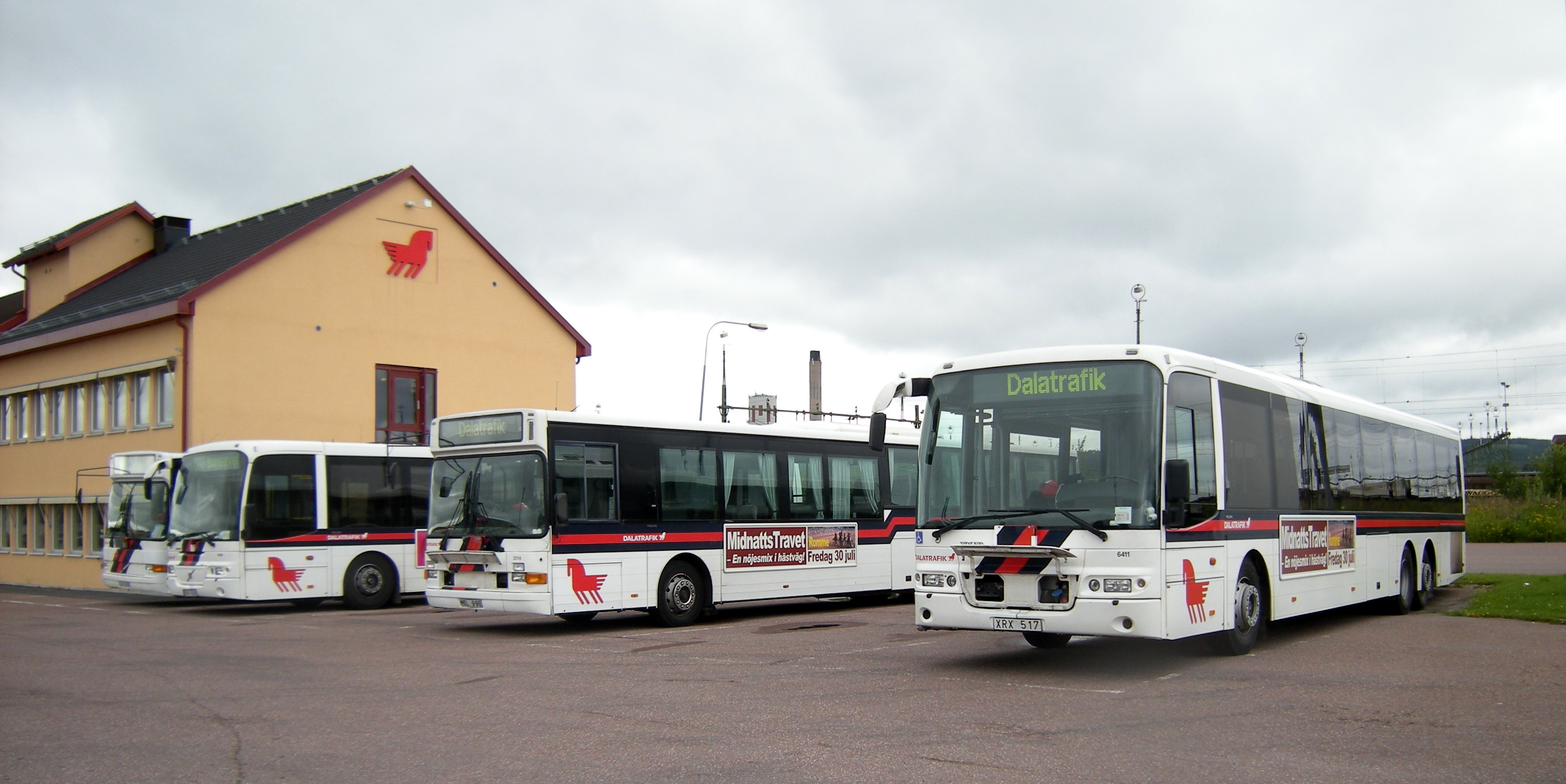
Autocarros da Região Dalarna, estacionados em Borlänge
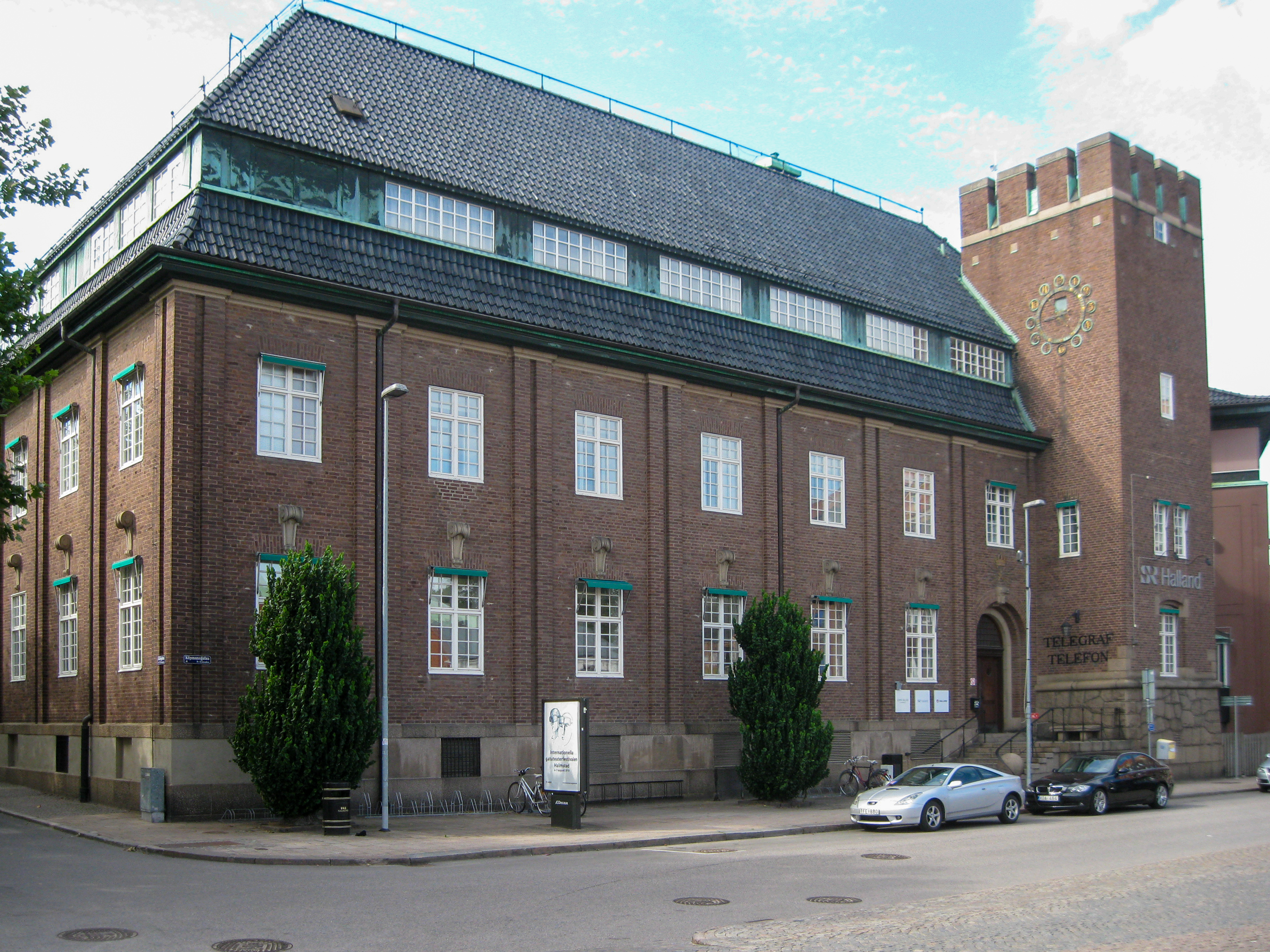
A Escola Superior Popular de Halmstad, gerida pela Região Halland
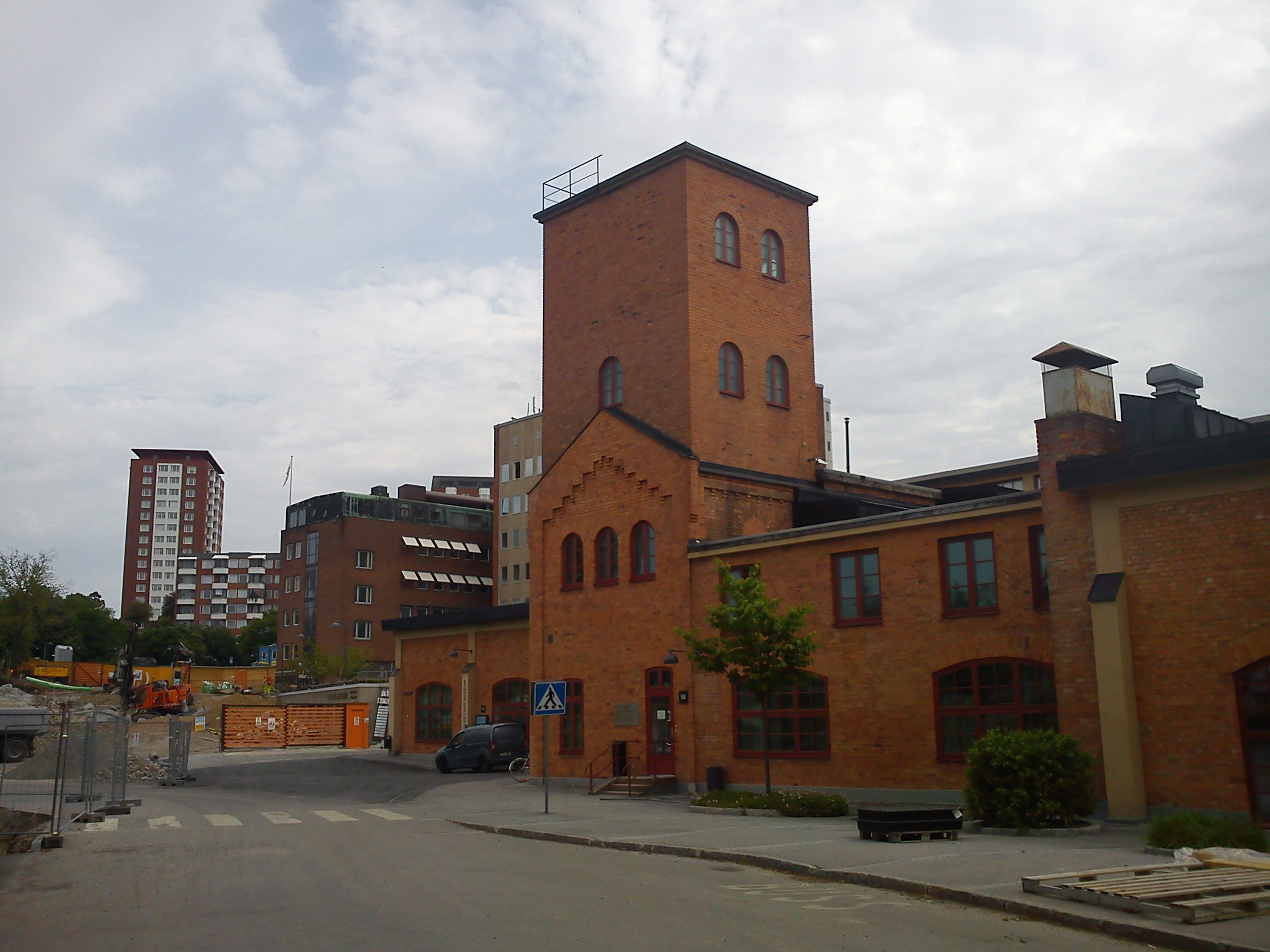
O Museu Regional de Estocolmo, gerido pela Região Estocolmo